# Draft 1980 de la NBA
1979 1981
La draft 1980 de la NBA est la 34e draft annuelle de la National Basketball Association (NBA), se déroulant en amont de la saison 1980-1981. Elle s'est tenue le 10 juin 1980 au Sheraton Centre Hotel & Towers de New York. Elle se compose de 10 tours et 214 joueurs ont été sélectionnés,.
En amont de la draft, les Mavericks de Dallas, nouvelle franchise de la ligue, participent à la draft pour la première fois, après avoir réalisé une draft d'expansion, leur permettant de sélectionner des joueurs d'autres franchises, non protégés.
Lors de cette draft, 23 équipes de la NBA choisissent à tour de rôle des joueurs évoluant au basket-ball universitaire américain, ainsi que des joueurs internationaux. Si un joueur quittait l’université plus tôt, il devenait éligible à la sélection.
Les deux premiers choix de la draft se décident entre les deux équipes arrivées dernières de leur division l'année précédente, à l'issue d'un pile ou face. Les choix de premier tour restant et les choix de draft sont affectés aux équipes dans l'ordre inverse de leur bilan victoires-défaites lors de la saison 1979-1980.
C'est Joe Barry Carroll qui est sélectionné en premier choix par les Warriors de Golden State, en provenance de Purdue. Darrell Griffith, second choix de cette draft, remporte le titre de NBA Rookie of the Year.
Kevin McHale, sélectionné en troisième position par les Celtics de Boston, est le seul joueur de la classe de draft, à intégrer le Basketball Hall of Fame, après une carrière passée au sein de la franchise des Celtics et un total de 3 titres NBA.

## Draft
| ^ | Signale un joueur qui a été intronisé au Basketball Hall of Fame                        |
| + | Signale un joueur qui a été sélectionné pour au moins un match annuel NBA All-Star Game |
| R | Signale le joueur qui a remporté le titre de NBA Rookie of the Year                     |

### Premier tour
| Choix | Nom                | Position          | Nationalité | Équipe                                                   | Provenance                           |
| ----- | ------------------ | ----------------- | ----------- | -------------------------------------------------------- | ------------------------------------ |
| 1     | Joe Barry Carroll+ | Pivot             | États-Unis  | Warriors de Golden State (de Détroit via Boston)         | Boilermakers de Purdue               |
| 2     | Darrell Griffith R | Arrière           | États-Unis  | Jazz de l'Utah                                           | Cardinals de Louisville              |
| 3     | Kevin McHale^      | Ailier fort       | États-Unis  | Celtics de Boston (de Golden State)                      | Golden Gophers du Minnesota          |
| 4     | Kelvin Ransey      | Meneur            | États-Unis  | Bulls de Chicago (transféré à Portland)                  | Buckeyes d'Ohio State                |
| 5     | James Ray          | Ailier fort       | États-Unis  | Nuggets de Denver                                        | Dolphins de Jacksonville             |
| 6     | Mike O'Koren       | Ailier            | États-Unis  | Nets du New Jersey                                       | Tar Heels de Caroline du Nord        |
| 7     | Mike Gminski       | Pivot             | États-Unis  | Nets du New Jersey (de Portland via San Diego)           | Blue Devils de Duke                  |
| 8     | Andrew Toney+      | Arrière           | États-Unis  | 76ers de Philadelphie (de Indiana)                       | Ragin' Cajuns de Louisiana-Lafayette |
| 9     | Michael Brooks     | Ailier fort       | États-Unis  | Clippers de San Diego                                    | Explorers de La Salle                |
| 10    | Ronnie Lester      | Meneur            | États-Unis  | Trail Blazers de Portland (de Golden State via Portland) | Hawkeyes de l'Iowa                   |
| 11    | Kiki Vandeweghe+   | Ailier            | États-Unis  | Mavericks de Dallas                                      | Bruins d'UCLA                        |
| 12    | Mike Woodson       | Ailier Arrière    | États-Unis  | Knicks de New York                                       | Hoosiers de l'Indiana                |
| 13    | Rickey Brown       | Ailier fort Pivot | États-Unis  | Celtics de Boston (transféré à Golden State)             | Bulldogs de Mississippi State        |
| 14    | Wes Matthews       | Meneur            | États-Unis  | Bullets de Washington                                    | Badgers du Wisconsin                 |
| 15    | Reggie Johnson     | Ailier fort       | États-Unis  | Spurs de San Antonio                                     | Volunteers du Tennessee              |
| 16    | Clarence Whitney   | Arrière Ailier    | États-Unis  | Kings de Kansas City                                     | Wolfpack de North Carolina State     |
| 17    | Larry Drew         | Meneur            | États-Unis  | Pistons de Détroit                                       | Tigers du Missouri                   |
| 18    | Don Collins        | Arrière Ailier    | États-Unis  | Hawks d'Atlanta                                          | Cougars de Washington State          |
| 19    | John Duren         | Meneur            | États-Unis  | Jazz de l'Utah                                           | Hoyas de Georgetown                  |
| 20    | Bill Hanzlik       | Arrière Ailier    | États-Unis  | SuperSonics de Seattle                                   | Fighting Irish de Notre Dame         |
| 21    | Monti Davis        | Ailier            | États-Unis  | 76ers de Philadelphie                                    | Tigers de Tennessee State            |
| 22    | Chad Kinch         | Meneur Arrière    | États-Unis  | Cavaliers de Cleveland (de Los Angeles)                  | 49ers de Charlotte                   |
| 23    | Carl Nicks         | Meneur            | États-Unis  | Nuggets de Denver                                        | Sycamores d'Indiana State            |

### Joueurs notables sélectionnés après le premier tour
| Choix | Nom           | Position    | Nationalité | Équipe                   | Provenance        |
| ----- | ------------- | ----------- | ----------- | ------------------------ | ----------------- |
| 24    | Larry Smith   | Pivot       | États-Unis  | Warriors de Golden State | Alcorn State      |
| 25    | Jeff Ruland+  | Ailier fort | États-Unis  | Warriors de Golden State | Iona              |
| 35    | Rick Mahorn   | Ailier fort | États-Unis  | Bullets de Washington    | Hampton Institute |
| 37    | Butch Carter  | Arrière     | États-Unis  | Lakers de Los Angeles    | Indiana           |
| 58    | Kurt Rambis   | Ailier fort | États-Unis  | Knicks de New York       | Santa Clara       |
| 75    | Rory Sparrow  | Meneur      | États-Unis  | Nets du New Jersey       | Villanova         |
| 141   | Lorenzo Romar | Ailier fort | États-Unis  | Warriors de Golden State | Washington        |